# Пештера (Петрошань, Хунедоара)
Пештера (рум. Peștera) — село у повіті Хунедоара в Румунії. Адміністративно підпорядковане місту Петрошань.
Село розташоване на відстані 245 км на північний захід від Бухареста, 56 км на південний схід від Деви, 149 км на південь від Клуж-Напоки, 131 км на північ від Крайови.

## Населення
За даними перепису населення 2002 року у селі проживали 102 особи, з них 101 особа (99,0%) румунів. Рідною мовою 101 особа (99,0%) назвала румунську.